# Øyvind Kirkhus
Øyvind Kirkhus (14 maggio 2002) è uno snowboarder norvegese specializzato in slopestyle e big air.

## Biografia
Attivo in gare FIS dal 2018 e specializzato in big air e slopestyle, Kirkhus ha esordito in Coppa del Mondo il 9 marzo 2019, giungendo 40º nello slopestyle di Mammoth Mountain vinto dallo statunitense Redmond Gerard. Il 5 gennaio 2025 ha ottenuto il suo primo podio nel massimo circuito, chiudendo 3º nel big air di Klagenfurt vinto dal giapponese Taiga Hasegawa.

## Palmarès

### Coppa del Mondo
- Miglior piazzamento nella Coppa del Mondo generale di freestyle: 40º nel 2023
- 1 podio:
  - 1 terzo posto